# Rhizocybe
Rhizocybe is een geslacht van schimmels behorend tot de orde Agaricales. De typesoort is Rhizocybe vermicularis.

## Soorten
Volgens Index Fungorum telt het geslacht vijf soorten (peildatum augustus 2023):
| Soortnaam              | Auteur(s)                                                | Publicatiejaar |
| ---------------------- | -------------------------------------------------------- | -------------- |
| Rhizocybe alba         | Y.X. Ding & E.J. Tian                                    | 2017           |
| Rhizocybe albida       | (G. Stev.) J.A. Cooper                                   | 2015           |
| Rhizocybe pruinosa     | (P. Kumm.) Vizzini, P. Alvarado & G. Moreno              | 2015           |
| Rhizocybe rhizoides    | (H.E. Bigelow & Hesler) Vizzini, P. Alvarado & G. Moreno | 2015           |
| Rhizocybe vermicularis | (Fr.) Vizzini, P. Alvarado, G. Moreno & Consiglio        | 2015           |